# Élise Arfi
Pour les articles homonymes, voir Arfi.
 (avril 2022).
Élise Arfi, née le 28 novembre 1975 à Neuilly-sur-Seine, est une avocate pénaliste française. 

## Biographie

### Famille et formation
Née le 28 novembre 1975 à Neuilly-sur-Seine, Élise Arfi passe son enfance à Dieppe.
Elle est titulaire d'un doctorat en droit après avoir soutenu en 2004 à l’université Panthéon-Assas une thèse « L'entreprise usager des œuvres de l'esprit ».
Elle prête serment en février 2005, et commence à exercer comme collaboratrice au cabinet Kiejman & Marembert.
En 2011, elle est candidate au concours d'éloquence de la conférence des avocats du barreau de Paris. Le sujet est « Les mots sont-ils des êtres de papiers ? ». Elle gagne la 6e place,, ce qui lui permet d'obtenir le titre de « secrétaire de la Conférence », seul titre qu’un avocat peut remporter au cours de sa carrière.

### Parcours
Elle exerce en droit de la propriété littéraire et artistique et en droit de la presse.

## Affaires médiatiques
En 2014, elle est l'avocate de Ziad Takieddine, d'abord dans ses contentieux en diffamation, puis dans l'affaire Karachi et le dossier du financement libyen de la campagne électorale de 2007. 
En 2016, elle défend l'un des sept pirates somaliens accusés d'acte de piraterie devant la cour d'assises de Paris dans l'affaire du catamaran Tribal Kat. Deux ans plus tard, elle publie un ouvrage relatif à cette affaire, Pirate Numéro 7, qui reçoit un accueil favorable,.
En 2017, elle défend l'un des accusés dans l'affaire « Cannes-Torcy ».
Elle a également pour client les rappeurs MHD et Moha La Squale, Tariq Ramadan ou Abdelhakim Sefrioui dans le cadre de l'assassinat de Samuel Paty.

### Notoriété
En 2019, elle entre dans le classement des 30 avocats les plus puissants de France du magazine GQ . 

## Publications
- L'Entreprise, usager du droit d'auteur, Paris, LexisNexis, 2006  (ISBN 978-2-7110-0644-1)
- Pirate no 7, Paris, Éditions Anne Carrière, 2018  (ISBN 978-2843379253)